# 4-я церемония «Грэмми»
4-я церемония вручения премий «Грэмми» состоялась в 1962 году в городах Чикаго, Лос-Анджелес и Нью-Йорк по итогам прошлого 1961 музыкального года.

## Основная категория
- Запись года
  - Генри Манчини за запись «Moon River»

- Альбом года
  - Джуди Гарленд за альбом «Judy at Carnegie Hall»

- Песня года
  - Генри Манчини & Джонни Мерсер (авторы) за песню «Moon River». (Она была исполнена Одри Хепбёрн в фильме «Завтрак у Тиффани» и была удостоена «Оскар» в номинации «Лучшая песня года».)

- Лучший новый исполнитель
  - Петер Неро[англ.]

## Поп

### Лучшее женское вокальное поп-исполнение
- Джуди Гарленд — «Judy at Carnegie Hall»

### Лучшее мужское вокальное поп-исполнение
- Jack Jones — «Lollipops and Roses»

## Классическая музыка

### Лучший классический альбом
- Игорь Стравинский (дирижёр) & the Columbia Symphony Orchestra за запись «Stravinsky Conducts 1960: Le Sacre du Printemps; Petrushka»